# Petter Jönsson
Petter Jönsson, född 16 december 1791 i Träslända, Nässjö socken, Jönköpings län, död där 11 november 1859, var en svensk bonde och riksdagsman.
Petter Jönsson var son till bonden Jöns Bengtsson. Fadern dog då Petter endast var tolv år gammal och modern blev kort därefter lam och han fick tidigt ta över gårdens skötsel. Han gjorde sig snart bemärkt i hemsocknen och fick flera förtroendeuppdrag och var bland annat nämndeman, fjärdingsman och kyrkvärd. Petter Jönsson var även ledamot av Växjö bibelsällskap, Patriotiska sällskapet och Jönköpings läns hushållningssällskap. Han var ledamot av bondeståndet vid riksdagarna 1828-1830, 1834-1835, 1840-1841, 1853-1854 och 1856-1858. Som djupt religiös och nykterhetsvän vann han stöd i dessa läger. Som riksdagsman var han ledamot av förstärkta statsutskottet och förstärkta bankoutskottet 1828-1830, statsrevisor och ledamot av förstärkta lagutskottet 1834-1835 och ledamot av allmänna besvärs- och ekonomiutskottet från 1834.